# 百草枯
百草枯（英語：Paraquat）也称克芜踪（Gramoxome），是一种高效而剧毒的除草剂，化学式為C12H14Cl2N2，结构简式CH3Cl-N-C5H4-C5H4-N-CH3Cl。由吡啶、金属钠、氯甲烷反应而成，易溶于水，故只要食用作物前用水沖洗便可避免殘留。有触杀作用，与土壤接触后很快失效，因而是一种对土壤及植物根部没有伤害的除草剂。也因为这一特点，百草枯对水土保持有着良好的作用。然而由于其对誤攝的人类必會導致永久性傷殘以及極高致死率且難以治療，部分国家因此对其使用严格管控或禁止，但其並非《鹿特丹公約》列管之危險化學品、農藥或製劑。

## 发展简介
1882年首度合成百草枯，在1955年被英国ICI公司发现其具有除草的特性。1962年，由ICI公司注册并开始生产百草枯除草剂。现在，超过120个国家使用，也有超过20多个国家规定对其禁止使用或者严格限制使用。该产品是世界上用量第二大的除草剂，仅次于草甘膦，主要用于农业和园艺除草以及棉花、大豆等的催枯。

## 合成方式
1916年，ICI开始使用高温钠法生产，但该工艺因为有易燃因素较难控制、收率低、废液对环境污染严重等问题而于1963年停止。1966年ICI研发出低温钠法，在日本和美国建立了低温钠法生产车间。20世纪80年代初，ICI开发出氰氨法生产工艺，此工艺简捷、安全、效率高、投资低，高/中温钠法因而先后退出市场。

### 金属钠法
金属钠法分为高温钠法、中温钠法和低温钠法。三种方法反应温度不同，但是反应机理是相同的，都是用金属钠将吡啶变成二聚物，再氧化成4,4'-联吡啶，最后用氯甲烷或硫酸二甲酯进行烷基化生成百草枯。
| 工艺     | 二聚反应温度 | 收率    | 特点                                                   |
| -------- | ------------ | ------- | ------------------------------------------------------ |
| 高温钠法 | >60°C        | 40%-50% | 有害杂质多，产生“三废”多，设备易堵塞，易发生燃烧爆炸。 |
| 中温钠法 | 30-35°C      | 40%-50% | 有害杂质多，产生“三废”多，设备易堵塞，易发生燃烧爆炸。 |
| 低温钠法 | -35-0°C      | 90%-95% | 杂质和焦油量低，质量高，产生“三废”少，安全性高。       |

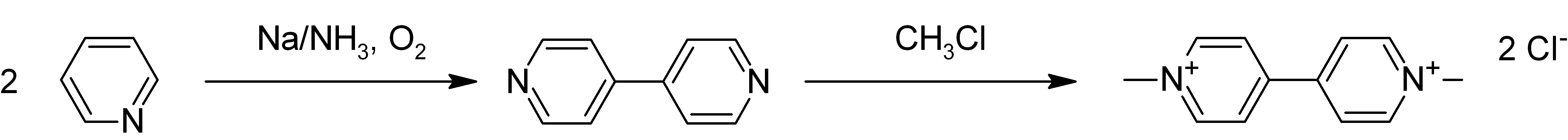
金屬鈉法反应式

金属钠法生产技法简单，生产周期长，产能小；生产过程难以控制，存在易燃、易爆的风险，生产过程中产生致癌物质（三联吡啶）；而且产生大量的棕红色废水，難以達成无害化处理；以吡啶计的反应效率较低，最高只能达到55%~58%左右，生产成本较高。根据联合国通过之公约，現今已禁止使用该技法生产，中国大陆已于2001年底明令禁止使用该技法來生产百草枯产品。

### 氰化物工艺
氰化物工艺有三种方法：水氰法、氰醇法和氰氨法。它们的反应原理相同，不同的是使用的溶剂。

#### 氰醇法
此技法反应效率较高，可以达到78%~80%左右，成本较金属钠法低。但是在生产过程中采用了乙醇等有机溶剂，因而造成产生的废水量也较大，故环保要求较高；该技法方法生产的百草枯有效含量较低，需要经过钠滤膜过滤去除氯化钠盐，再经浓缩才能生产出高含量的百草枯原药（42%），所以生产製造成本较高。

#### 氰氨法
生产成本略低于氰醇法，原药产品品質是三种生產方式中最好的；采用此方法生产所产生的廢棄物比较少且易于处理，可以做到將產生的物質完全無害化後才排放，对环境污染較小。但是，由于此该技法对设备要求较高，设备一次性投资金額较大，因此前期投入费用较高。

## 使用
按照說明書的比例，加入水，然後放進可以噴灑水的壺裡，然後噴灑到要殺草的地方。但需注意因為有一定毒性，千萬不要向人噴灑，也儘量不要噴的太高，且接觸皮膚也有可能中毒，使用時必須戴上口罩和手套，並且做好防護措施。

## 毒性
食用百草枯对人和动物有剧毒，雖然不會立即死亡，但会造成进行性肺纤维化，最终导致呼吸衰竭死亡。大鼠口服LD50剂量为100mg/kg，人摄入3毫升即可致死，中毒死亡率通常在45％～90％，其中口服中毒死亡率高达90％～100％。百草枯进入人体后会富积于肺泡的I型细胞、II型细胞和肾脏，影响其氧化还原反应的进程，产生大量对组织有害的氧自由基，破坏细胞的防御机制，导致肺泡内和肺间质纤维化（急性或亚急性），称为百草枯肺，导致3周内的急性呼吸衰竭，以及肾小管坏死。百草枯在人体内几乎不降解，以原形经粪便和尿液排出，少量随乳汁排出。
93％的百草枯中毒致死案例是自杀，主要发生在发展中国家。
1985年4月至11月，日本發生百草枯连续毒杀案，多處自動販賣機的商品取出口被人放置加入百草枯的飲料，不知情民眾以為是未取走的飲料而喝下，共導致12人死亡，由於當時沒有普遍裝設監視器，至今仍未查獲嫌犯。
为了防止误食，在某些國家和地区（例如中国大陆）规定，百草枯生产时必须染成墨绿色，并增加臭味剂使其闻起来很恶心，同时增加催吐剂作用于大脑中枢神经，如果一旦入口会在很短的时间内导致人体强烈呕吐。

## 治疗
如果在中毒早期使用活性炭可以一定程度上起到解毒的作用。但对于进行性肺纤维化和肾损伤，目前尚无特效方法。
2012年，臺灣著名的腎臟科和毒理學醫生林杰樑，於「2012台灣醫學週─台灣聯合醫學會學術演講會」暨「臺灣醫學會第105屆總會學術演講會」發表一篇名爲“巴拉刈中毒的治療”的演講，當中提到使用重複性類固醇及細胞毒性藥物的脈衝式治療方法，可以使重度巴拉刈中毒患者（預期死亡率>90%）的死亡率從92%下降到66%。
治療除支持療法外，將會以減緩吸收、促進排出和降低對器官傷害為目標。。
中國大陆2014年“泰山共识”提出，中毒后在现场应立即脱离毒物持续污染，大剂量冲洗污染的皮肤，采用“白+黑”方案肠胃冲洗（“白”为蒙脱石散，“黑”为活性炭），如无条件可采取适量泥浆水口服；并立即送医抢救。除外，山东大学齐鲁医院在“加勒比方案（Caribbean Scheme）”上改良出“齐鲁方案”，利用环磷酰胺等免疫抑制剂，抑制免疫系统来阻止肺部纤维化，结合糖皮质激素和血液透析等促进毒素排出，能提高不同程度的中毒治愈可能。

## 禁用
| 国家/地区 | 禁用年份                                                                             |
| --------- | ------------------------------------------------------------------------------------ |
| 瑞典      | 1983                                                                                 |
| 奥地利    | 1992                                                                                 |
| 丹麦      | 1994                                                                                 |
| 欧盟      | 2007                                                                                 |
| 斯里蘭卡  | 2011                                                                                 |
| 南韓      | 2012                                                                                 |
| 中国大陆  | 2016（仅水剂），2020（全面禁售）                                                     |
| 挪威      | 不详                                                                                 |
| 马来西亚  | 2020/1/1起全面禁止在國內銷售，不只是進口或售賣，擁有和購買的消費者也將牴觸農藥法令。 |
| 台灣      | 2020/2/1起禁用                                                                       |
| 泰国      | 2020                                                                                 |

在美国，使用百草枯需要申请执照。

### 中国大陆
中国大陆地区已禁止生产、销售、使用百草枯。2012年4月5日，中华人民共和国农业部发布公告，为了维护人民生命健康安全，决定在2014年7月1日起不再生产百草枯，2016年7月1日起禁止销售和使用百草枯。

### 台湾
台湾政府要求製造巴拉刈的廠商每製造一公升要提撥1元的基金，以採購可上鎖的農藥儲存箱供農民使用，但效果不彰。行政院衛生署（今衛生福利部）曾於2012年提案建請全面禁用巴拉刈以降低自殺率，但因對於農業影響太大而遭農政單位拒絕，2016年春節後起，只禁用於紅豆。2017年10月5日公告禁用24％巴拉刈溶液（soluble concentrates；SL）及33.6％巴達刈水懸劑（suspension concentrates；SC），2018年2月1日起禁止加工及輸入，並自2019年2月1日起禁止分裝、販售及使用。但至2019年1月30日宣布，原訂將在2019年2月1日禁止販賣及使用的農藥巴拉刈，為降低囤積農藥產生之風險，微調禁令「延後至2020年2月1日實施」（禁止加工、輸入及分裝的時程仍依原公告辦理）。